# 뭉쳐야 쏜다
《뭉쳐야 쏜다》는 2021년 2월 7일부터 2021년 7월 18일까지 방송한 텔레비전 방송이다.

## 기획 의도
대한민국의 심장을 뛰게 했던 스포츠 전설들이 전국의 농구 고수들과 대결을 하는 프로그램

## 출연자

### 멤버
- 허재 (감독)
- 현주엽 (코치/해설)
- 김용만 (선수)
- 김성주 (캐스터/선수)
- 김기훈 (쇼트트랙)
- 여홍철 (체조)
- 윤동식 (종합격투기)
- 방신봉 (배구)
- 이형택 (테니스)
- 안정환 (축구)
- 홍성흔 (야구)
- 김병현 (야구)
- 이동국 (축구)
- 김동현 (종합격투기)
- 윤경신 (핸드볼)

### 게스트
- 허웅 - 18~19회
- 허훈
- 우지원 - 22회
- 김훈
- 문경은 - 22회
- 전희철 - 22회
- 유희관 - 8회
- 김세진 - 9회
- 박형준 - 10~11회
- 손지창 - 10~11회
- 오지호 - 10~11회
- 이정진 - 10~11회
- 김승수 - 10~11회
- 박재훈 - 10~11회
- 조동혁 - 10~11회
- 윤경신 - 12회
- 송교창 - 16회
- 유현준 - 16회
- 정창영 - 16회
- 윤성빈 - 17회
- 민호 - 18~19회
- 줄리엔 강 - 18~19회
- 라이머 - 18~19회
- 도경완 - 18~19회
- 이휘재 - 18~19회
- 조세호 - 18~19회
- 김환 - 18~19회
- 던밀스 - 18~19회
- 이현중 - 21회
- 차민석 - 21회
- 이원석 - 21회
- 강동희 - 22회 [1]
- 이충희 - 22회
- 한기범 - 22회
- 이상민 - 22회
- 김병철 - 22회
- 신기성 - 22회
- 양희승 - 22회
- 김유택 - 22회

## 시청률
최저 시청률과 최고 시청률은 시청률 조사회사와 지역별로 시청률에 차이가 있을 수 있습니다.

### 2021년
| 회차 | 방송일   | AGB 시청률     |
| 회차 | 방송일   | 대한민국(전국) |
| ---- | -------- | -------------- |
| 1    | 2월 7일  | 7.201%         |
| 2    | 2월 14일 | 5.766%         |
| 3    | 2월 21일 | 6.664%         |
| 4    | 2월 28일 | 5.892%         |
| 5    | 3월 7일  | 6.674%         |
| 6    | 3월 14일 | 6.455%         |
| 7    | 3월 21일 | 5.893%         |
| 8    | 3월 28일 | 5.597%         |
| 9    | 4월 4일  | 5.540%         |
| 10   | 4월 11일 | 6.180%         |
| 11   | 4월 18일 | 7.146%         |
| 12   | 4월 25일 | 6.293%         |
| 13   | 5월 2일  | 4.725%         |
| 14   | 5월 9일  | 5.367%         |
| 15   | 5월 16일 | 6.673%         |
| 16   | 5월 23일 | 5.070%         |
| 17   | 5월 30일 | 5.701%         |
| 18   | 6월 6일  | 5.123%         |
| 19   | 6월 13일 | 5.079%         |
| 20   | 6월 20일 | 4.713%         |
| 21   | 6월 27일 | 4.907%         |
| 22   | 7월 4일  | 5.449%         |
| 23   | 7월 11일 | 5.015%         |
| 24   | 7월 18일 | 4.969%         |

## 같이 보기
- 농구
- 진짜 농구, 핸섬타이거즈 (타 방송사, SBS)
- 뭉쳐야 찬다